# Campionati europei di 470 1991
I Campionati europei di 470 1991 si sono svolti a Bergen, in Norvegia, dal 5 al 13 luglio 1991.

## Podi
| Evento        | Oro                                           | Argento                                             | Bronzo                                |
| 470 Open      | Norvegia Herman Horn Johannessen Pal Mccarthy | Paesi Bassi Ben Kouwenhoven Jan Kouwenhoven         | Germania Wolfgang Hunger Rolf Schmidt |
| 470 Femminile | Spagna Theresa Zabell Patricia Guerra         | Unione Sovietica Larisa Moskalenko Elena Pakholchik | Regno Unito Debbie Jarvis Rosie Tribe |

## Medagliere
| Posiz. | Nazione          | Oro | Argento | Bronzo | Totale |
| ------ | ---------------- | --- | ------- | ------ | ------ |
| 1      | Norvegia         | 1   | 0       | 0      | 1      |
| 1      | Spagna           | 1   | 0       | 0      | 1      |
| 3      | Paesi Bassi      | 0   | 1       | 0      | 1      |
| 3      | Unione Sovietica | 0   | 1       | 0      | 1      |
| 5      | Regno Unito      | 0   | 0       | 1      | 1      |
| 5      | Germania         | 0   | 0       | 1      | 1      |
| Totale | Totale           | 2   | 2       | 2      | 6      |